# Marcela Hernández
Pour les articles homonymes, voir Hernández et Gómez.
Hernández  Gómez est un nom espagnol. Le premier nom de famille, en général paternel, est Hernández ; le second, en général maternel, souvent omis, est Gómez.
Lina Marcela Hernández Gómez, née le 4 janvier 1999 à El Carmen de Viboral, (département d'Antioquia), est une coureuse cycliste colombienne.

## Biographie
Marcela Hernández est la sœur de Brayan Hernández (es), coureur cycliste lui aussi.
Espoir national en patinage de vitesse, Marcela Hernández s'entraîne sur le vélo et finit par préférer ses entraînements sur le vélo au patinage. Sa mère, Gloria Gómez, pratique le VTT, et son père, Bernardo Hernández, a effectué quelques courses dans des compétitions amateures. Cycliste complète, Hernández est parallèlement une étudiante en ergothérapie.
Meilleure jeune cycliste de son pays au début des années 2020, elle multiplie les récompenses nationales sur piste et sur route : championne de Colombie de contre-la-montre des moins de 23 ans en 2018, 2019, 2020, championne sur route des moins de 23 ans en 2020 ainsi que de l'omnium et de la poursuite individuelle sur piste. En décembre 2020, elle remporte le Tour Femenino Colombia.
En septembre 2021, Hernández termine à la 34e position du contre-la-montre aux championnats du monde à plus de quatre minutes de la championne Ellen van Dijk.
En février 2022, elle remporte son cinquième titre consécutif de championne de Colombie du contre-la-montre, le premier dans la catégorie Élite. Le mois suivant, elle termine deuxième des championnats panaméricains. En juin, elle fait partie de l’effectif de l’équipe colombienne Colombia Tierra de Atletas invitée sur le Tour d'Italie féminin 2022.
En septembre 2022, Hernández termine trentième du contre-la-montre des mondiaux à plus de cinq minutes de la championne Ellen van Dijk.

## Palmarès sur route

### Par années
- 2018
  -  Championne de Colombie du contre-la-montre espoirs
  - 2e du championnat de Colombie sur route espoirs
- 2019
  -  Championne de Colombie du contre-la-montre espoirs
- 2020
  -  Championne de Colombie sur route espoirs
  -  Championne de Colombie du contre-la-montre espoirs
  - 5e étape du Tour de Colombie
  - Tour Femenino de Colombia
    - Classement général
    - 3e étape

  - 3e du Tour de Colombie
- 2021
  -  Championne panaméricaine sur route espoirs
  -  Championne panaméricaine du contre-la-montre espoirs
  -  Championne de Colombie sur route espoirs
  -  Championne de Colombie du contre-la-montre espoirs
- 2022
  -  Championne de Colombie du contre-la-montre
  -  Médaillée d'argent du championnat panaméricain du contre-la-montre
  -  Médaillée d'argent de la course en ligne aux Jeux sud-américains
  -  Médaillée d'argent du contre-la-montre aux Jeux sud-américains
  - 2e du Tour de Colombie
- 2023
  -  Championne de Colombie du contre-la-montre
- 2025
  - 2e de la Vuelta al Tolima

### Classements mondiaux
| Année                                 | 2019 | 2020 | 2021 | 2022 | 2023 | 2024 |
| ------------------------------------- | ---- | ---- | ---- | ---- | ---- | ---- |
| Classement UCI                        | 253e | nc   | 69e  | 100e | 302e | 441e |
|                                       |      |      |      |      |      |      |
| Légende : nc = non classéSource : UCI |      |      |      |      |      |      |

## Palmarès sur piste

### Championnats du monde
- Ballerup 2024
  - 19e de l'omnium[6].

### Coupe des nations
- 2021
  - 3e de la poursuite par équipes à Cali (avec Jessica Parra, Lina Rojas et Camila Valbuena)
  - 3e de la course à l'américaine à Cali (avec Lina Rojas)
  - 3e de l'omnium à Cali

### Jeux panaméricains
- Lima 2019
  -  Médaillée de bronze de la poursuite par équipes (avec Milena Salcedo, Lina Rojas et Jessica Parra)
- Santiago 2023
  -  Médaillée d'or de l'américaine
  -  Médaillée d'argent  de l'omnium
  -  Médaillée de bronze de la poursuite par équipes

### Jeux sud-américains
- Asuncion 2022
  -  Médaillée d'or de la poursuite par équipes (avec Andrea Alzate, Elizabeth Castaño, Lina Rojas et Mariana Herrera)
  -  Médaillée d'or de l'omnium
  -  Médaillée d'or de l'américaine (avec Mariana Herrera)

### Championnats panaméricains
- Aguascalientes 2018
  -  Médaillée de bronze de l'omnium.
  - Quatrième de la poursuite individuelle[7].
- Cochabamba 2019
  -  Médaillée de bronze de la course aux points.
  - Quatrième de la poursuite par équipes (avec Erika Botero, Diana García et Lina Rojas)[8].
  - Quatrième de la course à l'américaine (avec Lina Rojas)[9].
  - Septième de l'omnium[10].
- Lima 2021
  -  Médaillée d'or de la poursuite individuelle.
  -  Médaillée d'or de la poursuite par équipes.
  -  Médaillée d'or de l'omnium.
  -  Médaillée d'or de la course à l'élimination.
- Los Angeles 2024
  -  Médaillée d'argent de l'omnium.
  -  Médaillée d'argent de l'américaine (avec Juliana Londoño).
  - Cinquième de la poursuite par équipes (avec Elizabeth Castaño, Juliana Londoño et Camila Valbuena)[11].
- Asuncion 2025
  -  Médaillée d'or de l'américaine (avec Elizabeth Castaño)
  -  Médaillée d'argent de l'omnium
  -  Médaillée de bronze de la poursuite par équipes (avec Camila Valbuena, Elizabeth Castaño et Lina Rojas)

### Championnats nationaux
- Cali 2018
  -  Médaillée d'argent de la poursuite par équipes (avec Daniela Atehortúa, Estefanía Herrera et Jessenia Meneses)[12].
  -  Médaillée de bronze de la poursuite individuelle[13].
  -  Médaillée de bronze de la course à l'américaine (avec Daniela Atehortúa)[14].
- Cali 2019
  -  Médaillée d'or de la poursuite individuelle[15].
  -  Médaillée d'or de la course aux points[16].
  -  Médaillée d'or de l'omnium[17].
  -  Médaillée d'argent de la course à l'américaine (avec Estefanía Herrera)[18].
- Juegos Nacionales Cali 2019
  -  Médaillée d'or de la poursuite individuelle des XXI Juegos Deportivos Nacionales[19].
  -  Médaillée d'argent de la poursuite par équipes des XXI Juegos Deportivos Nacionales (avec Daniela Atehortúa, Estefanía Herrera et Erika Botero)[20].
- Cali 2021
  -  Médaillée d'or de la poursuite par équipes (avec Jessenia Meneses, Estefanía Herrera et Elizabeth Castaño)[21].
- Cali 2022
  -  Médaillée d'or de la poursuite individuelle[22].
  -  Médaillée d'or de la poursuite par équipes (avec Estefanía Herrera, Elizabeth Castaño et Karen González)[23].
  -  Médaillée d'or de la course à l'américaine (avec Elizabeth Castaño)[24].
  -  Médaillée d'argent de l'omnium[25].
- Medellín 2023
  -  Médaillée d'or de la poursuite par équipes (avec Andrea Alzate, Elizabeth Castaño et Jessenia Meneses)[26].
  -  Médaillée d'or de la course à l'américaine (avec Elizabeth Castaño)[27].
  -  Médaillée d'or de l'omnium[28].
  -  Médaillée d'argent de la poursuite individuelle[29].
- Juegos Nacionales Eje Cafetero 2023
  -  Médaillée d'or de la poursuite individuelle des XXII Juegos Deportivos Nacionales[30].
  -  Médaillée d'or de la poursuite par équipes des XXII Juegos Deportivos Nacionales (avec Andrea Alzate, Elizabeth Castaño et Jessenia Meneses)[31].
  -  Médaillée d'or de la course à l'américaine des XXII Juegos Deportivos Nacionales (avec Elizabeth Castaño)[32].
  -  Médaillée d'or de l'omnium des XXII Juegos Deportivos Nacionales[33].
- Medellín 2024
  -  Médaillée d'or de la poursuite par équipes (avec Elizabeth Castaño, Andrea Alzate, Estefanía Herrera et Jessenia Meneses)[34].
  -  Médaillée d'or de la course à l'américaine (avec Elizabeth Castaño)[35].
  -  Médaillée d'or de l'omnium[36].
  -  Médaillée d'argent de la poursuite individuelle[37].